# Новобешеве
Новобе́шеве (урум. Йаны Кӧй) — село Старобешівської селищної громади Кальміуського району Донецької області, Україна. Населення становить 268 осіб.

## Загальні відомості
Відстань до райцентру становить близько 20 км і проходить автошляхом Т 0508.
Територія села межує із землями с. Червоне Волноваського району Донецької області.
Із 2014 р. внесено до переліку населених пунктів на Сході України, на яких тимчасово не діє українська влада.

## Населення
За даними перепису 2001 року населення села становило 268 осіб, із них 17,91 % зазначили рідною мову українську, 77,99 % — російську та 3,36 % — грецьку мову.